# M-DISC
M-DISC (сокр. от англ. Millennial Disc) — оптический диск однократной записи с увеличенным сроком хранения, выпускаемый как в формате DVD, так и в формате Blu-ray.

## История
Технология производства оптических дисков M-DISC разработана компанией Millenniata, Inc. Эта компания была основана 13 мая 2010 года в городе Американ-Форк профессорами Университета Бригама Янга Барри Лантом (англ. Barry Lunt) и Мэтью Линфордом (англ. Matthew Linford). В то время CEO компании Millenniata был Генри О’Коннел (англ. Henry O'Connell), а главным инженером — Даг Хансен (Doug Hansen).

## Описание
M-DISC был специально разработан для долгосрочного хранения неизменных данных. Разработчик и производитель этих дисков, компания Millenniata, Inc. заявляет, что данные, записанные на такой диск, могут сохраниться на нём в течение 1000 лет. Точный состав рабочего слоя М-диска является коммерческой тайной, но в патенте на эту технологию указано, что рабочий слой состоит из стеклоуглерода (англ. glassy carbon), существенно устойчивого к окислению, с температурой плавления от 200 до 1000 °C.
Испытания М-диска, проведённые Министерством обороны США, показали, что этот диск более стойкий, чем обычные DVD-диски. Испытания проводились в климатической камере с температурой 85 °C, относительной влажностью воздуха 85 % и при освещении светом полного спектра (эти условия предусмотрены стандартом ECMA-379).
Тем не менее Национальная лаборатория метрологии и тестирования Франции (фр.) показала, что при температуре 90 °C и влажности в 85 % диск DVD+R с неорганическим слоем записи, такой как M-DISC, показывает не большую стойкость, чем обычный DVD±R.
В обычных DVD-R и BD-R рабочий слой состоит из органического красителя, а также имеется отдельный отражающий слой (технология записи LTH (Low To High)). В некоторых BD-R и BD-R/DL используется технология записи HTL и неорганическое вещество в рабочем слое, и так же отдельный отражающий слой.
В отличие от них, в M-DISC отражающего слоя нет, и он не требуется. Как и в BD-R, при записи луч лазера необратимо прожигает материал рабочего слоя, потому возможна только однократная запись. Отражающий слой других оптических дисков довольно легко механически повреждается, что приводит к сбоям и ошибкам при чтении, а при больших повреждениях — и к потере данных. M-DISC, не имеющий отражающего слоя, оказывается более устойчивым к воздействиям и потому более долговечным.
Для записи на M-DISC нужен специальный привод с поддержкой этой функции, но чтение записанных дисков возможно и на обычном DVD- или BD-приводе. Возможные ёмкости дисков — такие же, как у других оптических дисков: 4,7 ГБ (DVD-R), 25 ГБ (BD-R), 50 ГБ (двуслойный BD-R) или 100 ГБ (BD-XL).
M-DISC имеет одну рабочую сторону. Из-за полупрозрачности этого диска, на первых выпущенных моделях было трудно на глаз отличить рабочую сторону от тыльной, чтобы правильно вставить диск в привод, и приходилось специально окрашивать стороны диска в разные цвета, чтобы они выглядели, как на обычных DVD- или Blu-ray-дисках.
Приводы, поддерживающие запись на M-DISC, выпускаются компаниями Hitachi-LG Data Storage, ASUS, Lite-On и Pioneer. Компания Ritek производит BD-R М-диски, которые продаёт под торговыми марками Imation, Ritek и M-DISC. Компания Verbatim выпускает их под собственным брендом «Verbatim M-Disc».